# Velike Brisnice
Velike Brisnice je naselje u Republici Hrvatskoj, u sastavu Grada Senja, Ličko-senjska županija. 

## Stanovništvo
Prema popisu stanovništva iz 2001. godine, naselje je imalo 1 stanovnika te 1 obiteljskih kućanstava.

Prema popisu stanovništva 2011. godine u naselju nije zabilježen niti jedan stanovnik.
| broj stanovnika | 280   |       |       | 229   | 161   | 219   | 181   | 168   | 155   | 143   | 77    | 23    | 4     | 1     | 1     |       |       |
|                 | 1857. | 1869. | 1880. | 1890. | 1900. | 1910. | 1921. | 1931. | 1948. | 1953. | 1961. | 1971. | 1981. | 1991. | 2001. | 2011. | 2021. |